# Афур Йонгден
Афур Йонгден на английски: Aphur Yongden също наричан Albert Arthur Yongden и Lama Yongden или от неговото тибетско религиозно име: སྙིངརྗེ་རྒྱ་མཚོ, Wylie: snying-rje rgya mtsho, THL: Nyingje Gyatso (25 декември 1899 г. в Сиким – 7 октомври 1955 г. в Дин ле Бен) е лама от Сиким, роден от тибетски родители. Той е признат за тулку.

## Биография
Той придружава Александра Давид-Неел от 1914 г. и тя го прави свой осиновен син през 1929 г.
Те се оттеглят в пещерата на отшелничество на надморска височина от 3900 метра, в Северен Сиким, близо до манастира Лачен Гомчен Ринпоче близо до град Лачен. Градът е близо до индо-тибетската граница и двамата са я пресекли два пъти, отивайки в Шигадзе, където са били приети между 17-ти и 26 юли 1916 г. от 9-ия Панчен Лама – Тубтен Чокий Нийма в манастира Ташилунпо, за който Александра прави описание. През 1916 г. Йонгден и Александра са изгонени от Сиким от британците, защото пътуват до Тибет без да искат разрешение.
Те (Александра и той) остават два месеца в Лхаса, столицата на Тибет, през които посещават свещения град и големите околни будистки манастири: Дрепунг, Сера, Ганден, Сами ... Но Александра Дейвид-Неел, преоблечена като просяк, най-накрая е разобличена (защото е твърде чиста: всяка сутрин ходи да се мие в реката) и изобличена от Царонг Шапе (губернатор на Лхаса), който решава да ги остави сами и да продължат мисията си. Йонгден беше ключът, който позволява на Александра да постигне всичко, което прави, той също се явява малко късче от Тибет, което позволява на старата дама да не се чувства твърде сама във Франция. Той определено е най-важният човек за нея.
През 1925 г. той пристига във Франция с Александра Дейвид-Неел, която се установява в Тулон, преди да се премести в Дин ле Бен през 1928 г., където тя купува къща. Афур Йонгдън законно става неин осиновен син и я придружава на лекционнитеи обиколки във Франция и Европа. Между 1937 и 1946 г. те се завръщат в Азия. Той придружава Александра Дейвид-Неел, когато тя напуска Азия завинаги със самолет от Калкута през юни 1946 г. На 1 юли те пристигат в Париж, където остават до октомври, когато заживяват в Дин ле Бен, 6 в къщата на Александра Давид-Неел, наречена „Самтен Дзонг“, където Йонгден почива на 7 октомври 1955 г. вследствие на тежка уремична атака.
Неговата пепел е транспортирана до Варанаси през 1973 г. от Мари-Мадлен Пейронет, за да бъде разпръсната с тази на Александра Давид-Неел в река Ганг. Създадена е литературна награда, носеща името на знаменитата изследователка на Тибет и нейния осиновен син, наградата „Александра-Давид-Неел и Лама Йонгден“.
Афур Йонгдън е автор на няколко книги.

## Афур Йонгден на български език
- Александра Давид-Неел, Лама Йонгден. Ламата на петте мъдрости.   София, Труд, 2004. ISBN 9545284838. с. 379.